# Muchajjam Askar
Muchajjam Askar (arab. مخيم عسكر) – obóz dla uchodźców palestyńskich w Autonomii Palestyńskiej (północny Zachodni Brzeg, Nablus). Według danych szacunkowych Palestyńskiego Centralnego Biura Statystycznego w 2016 roku obóz liczył 14 085 mieszkańców